# Бања Лока
Бања Лока (словен. Banja Loka) је насељено место у општини Костел, регија Југоисточне Словеније, Словенија.

## Историја
До територијалне реорганизације у Словенији била је у саставу старе општине Кочевје.

## Становништво
У попису становништва из 2011. године, Бања Лока је имала 40 становника.
| Број становника према пописима | Број становника према пописима | Број становника према пописима |
| ------------------------------ | ------------------------------ | ------------------------------ |
| 1991                           | 2002                           | 2011                           |
| 41                             | 35                             | 40                             |

Напомена: До 2000. исказивано под именом Бањалока.